# Boulder, Colorado
Boulder là một thành phố thủ phủ và là thành phố lớn nhất quận Boulder trong tiểu bang Colorado, Hoa Kỳ. Thành phố có diện tích km2, dân số theo điều tra năm 2000 của Cục điều tra dân số Hoa Kỳ là người. Thành phố này là thành phố chính của khu vực thống kê đô thị Boulder, CO và là một thành phố lớn của hành lang đô thị Front Range. Thành phố tọa lạc ở chân các núi Rocky Mountains tại độ cao 5.430 foot (1.655 m) trên mực nước biển, located 25 dặm (40 km) northwest of Denver. Dân số của Boulder ước tính là 105.673 người vào năm 2019. 
Đây là nơi có khuôn viên chính của Đại học Colorado, trường đại học lớn nhất của bang. 
Thành phố thường xuyên nhận được thứ hạng cao về nghệ thuật, sức khỏe, hạnh phúc, chất lượng cuộc sống và giáo dục.